# Tom Petty and the Heartbreakers (album)
Tom Petty and the Heartbreakers is het debuutalbum van de gelijknamige rockband. Het album werd op 9 november 1976 uitgebracht door Shelter Records. Hoewel het album op positieve recensies kon rekenen, werd het in eerste instantie lauw ontvangen door het publiek. De tweede single "American Girl" groeide uit tot een van The Heartbreakers' populairste nummers.

## Ontvangst

### Commercieel succes
Direct na de uitgave kreeg het album weinig aandacht. Zo deden de eerste twee singles Breakdown en "American Girl" niets in de Amerikaanse hitlijsten. In het Verenigd Koninkrijk speelde de band "Anything That's Rock 'n' Roll" op Top of the Pops waarna er momentum ontstond. Tijdens hun eerste concert aldaar openden ze voor Nils Lofgren. Na een tournee door het land werd "Breakdown" heruitgegeven in de Verenigde Staten waar het net de top 40 haalde. Niet alleen het Britse succes lag hieraan ten grondslag; het nummer belandde ook op de soundtrack van de film FM uit 1978. "Rockin' Around (With You)" werd alleen uitgegeven in Duitsland.
Uiteindelijk werd het album in eigen land zo goed verkocht dat het de status goud behaalde. "American Girl" werd een favoriet nummer van de fans. Petty speelde het meer dan 700 keer live.

### Recensies
Het album werd door recensenten wisselend ontvangen. Steve Kandell van Pitchfork gaf een 7,0 en beschreef het als een verzameling ideeën die later beter werden uitgewerkt, ondanks de aanwezigheid van hits als "Breakdown" en "American Girl". Stephen Thomas Erlewine van AllMusic merkte op dat de band destijds bijna als punk werd beschouwd vanwege hun frisse geluid, maar dat ze niet zo roekeloos of visionair waren als de Ramones.

## Tracklist
| Nr. | Titel                            | Duur |
| --- | -------------------------------- | ---- |
| 1.  | "Rockin' Around (With You)"      |      |
| 2.  | "Breakdown"                      |      |
| 3.  | "Hometown Blues"                 |      |
| 4.  | "The Wild One, Forever"          |      |
| 5.  | "Anything That's Rock 'n' Roll"  |      |
| 6.  | "Strangered in the Night"        |      |
| 7.  | "Fooled Again (I Don't Like It)" |      |
| 8.  | "Mystery Man"                    |      |
| 9.  | "Luna"                           |      |
| 10. | "American Girl"                  |      |

## Hitlijsten
| Land                                        | Positie |
| ------------------------------------------- | ------- |
| Verenigd Koninkrijk (Official Albums Chart) | 24      |
| Verenigde Staten (Billboard 200 )           | 55      |

Singles
| Lied                            | Verschijnen   | Hitlijsten | Hitlijsten | Opmerkingen         |
| Lied                            | Verschijnen   | GB         | US         | Opmerkingen         |
| Lied                            | Verschijnen   | Piek       | Piek       | Opmerkingen         |
| ------------------------------- | ------------- | ---------- | ---------- | ------------------- |
| "Breakdown"                     | november 1976 | -          | -          |                     |
| "American Girl"                 | februari 1977 | 40         | -          |                     |
| "Breakdown" (heruitgave)        | februari 1977 | -          | 40         |                     |
| "Anything That's Rock 'n' Roll" | april 1977    | 36         | -          |                     |
| "Rockin' Around (With You)"     | augustus 1977 | -          | -          | alleen in Duitsland |

- MusicBrainz release group: 59cb1d59-e0c8-37f0-a2af-9bc8df64f6cd